# 815 TCN
815 TCN là một năm trong lịch La Mã.